# Jesús Herrero
Jesús María Herrero (ur. 10 lutego 1984 w Saragossie) – hiszpański piłkarz występujący na pozycji obrońcy w Córdoba CF.